# Пекинский зоопарк (станция метро)
«Пекинский зоопарк» (кит. упр. 动物园, палл. Дунъуюань; англ. Beijing Zoo) — станция линии 4 Пекинского метрополитена. Расположена между станциями «Национальная библиотека» и «Сичжимэнь».
Находится рядом с Пекинским зоопарком в районе Хайдянь.

## Расположение станции
Станция «Пекинский зоопарк» расположена под дорогой на южной стороне площади перед зоопарком на улице Сичжимэньвэй и вытянута в направлении восток-запад вдоль улицы Сичжимэньвэй. На северной стороне станции находятся коммерческие здания подземного города обуви Тяньхао, Пекинского зоопарка и Пекинского муниципального бюро ландшафтной архитектуры, на южной стороне - Палеонтологический музей, Пекинский планетарий и Пекинский выставочный центр, к станции примыкают транспортный узел Сичжименвай и Столичный стадион.